# Colmurano
Colmurano är en ort och kommun i provinsen Macerata i regionen Marche i Italien. Kommunen hade 1 224 invånare (2018).